# Sternrochen
Der Sternrochen (Amblyraja radiata) ist ein Rochen, der im Nordatlantik sowie der Nord- und Ostsee anzutreffen ist.

## Merkmale

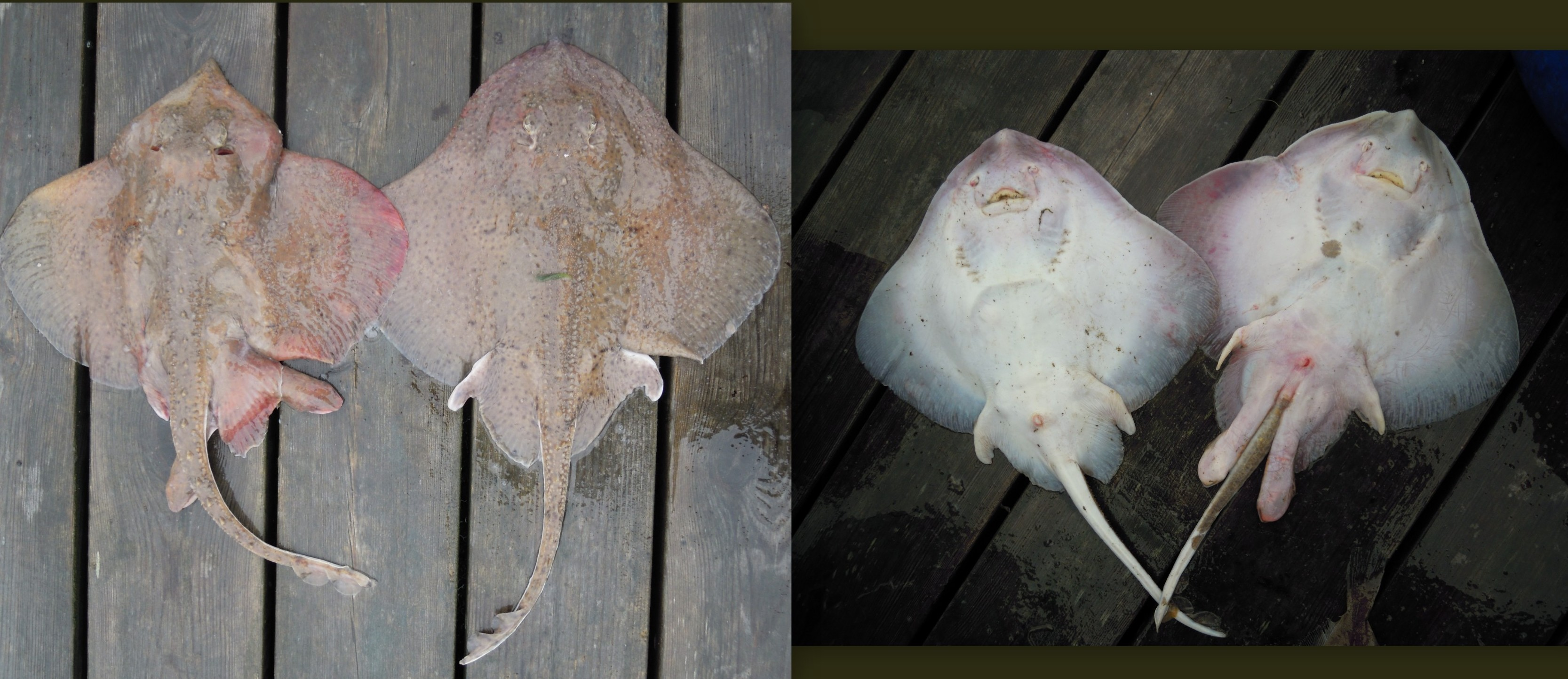

Der Sternrochen erreicht eine Körperlänge von maximal einem Meter, wobei er allerdings in der Regel nur etwa 60 Zentimeter lang wird. Er hat einen für Rochen typischen abgeflachten Körper, der breit und rautenförmig ausgebildet ist. Die Schnauze ist spitz, die Augen und Spritzlöcher klein und die Brustflossen abgerundet. Die Rückenseite ist hellbraun mit zahlreichen kleinen Flecken, die Unterseite ist weiß gefärbt.
Die beiden etwa gleich langen Rückenflossen befinden sich auf dem Schwanzstiel. Auf der Oberseite befinden sich zudem zahlreiche kleine und große Dornen.

## Verbreitung
Der Sternrochen lebt auf dem Meeresboden im Nordatlantik von Spitzbergen und Grönland bis zum Ärmelkanal im Osten und der Hudson Bay und South Carolina im Westen. Zudem ist er in der Nord- und Ostsee anzutreffen, wobei er auch im Brackwasser in der Nähe größerer Flüsse leben kann.

## Lebensweise
Wie die Mehrzahl der Rochen ist auch der Sternrochen ein bodenlebender Fisch, wobei er vor allem auf Sand- und Felsböden lebt in Tiefen zwischen 20 und 100 Metern anzutreffen ist, seltener erreicht er Tiefen bis 1.000 Meter. Er ernährt sich von Krebstieren, Weichtieren, Stachelhäutern und kleineren Fischen.
Geschlechtsreif werden die Rochen ab einer Länge von etwa 30 Zentimeter. Die Weibchen legen große, etwa drei bis sieben Zentimeter lange und behaarte Eikapseln ab.

## Belege
1. 1 2 3 4 5  Andreas Vilcinskas: Fische. Mitteleuropäische Süßwasserarten und Meeresfische der Nord- und Ostsee. BLV, München 2000; S. 52, ISBN 3-405-15848-6.
2. 1 2 3  Sternrochen auf Fishbase.org (englisch)